# Gao Hongmiao
Gao Hongmiao (高 紅苗 , 25 de marzo de 1974) es una atleta china especializada en marcha atlética.
En el año 1995 participó en la Copa del Mundo de Marcha Atlética, celebrada en la ciudad china de Pekín, ocupando la primera posición en los 10 km.
Ha participado en una ocasión en unos Juegos Olímpicos, concretamente en los de Atlanta 1996, donde fue descalificada.
| Mejores marcas personales | Mejores marcas personales | Mejores marcas personales | Mejores marcas personales |
| Distancia                 | Tiempo                    | Lugar                     | Fecha                     |
| ------------------------- | ------------------------- | ------------------------- | ------------------------- |
| 5.000 m.                  | 21:20.03                  | Seúl, Corea del Sur       | 20 de septiembre de 1992  |
| 10.000 m.                 | 42:30.13                  | Nankín, China             | 25 de octubre de 1995     |
| 10 km.                    | 41:38                     | Pekín, China              | 4 de abril de 1994        |
| 20 km.                    | 1h:28:45                  | Dandong, China            | 13 de abril de 2001       |